# Degia subfusca
Degia subfusca is een vlinder uit de familie van de zakjesdragers (Psychidae). De wetenschappelijke naam van de soort is voor het eerst geldig gepubliceerd in 2009 door Thomas Sobczyk.
Het mannetje heeft een spanwijdte van 20 tot 21 millimeter en antennes van 4 millimeter. Het vrouwtje is groter met een spanwijdte van 30 millimeter en antennes van 5 millimeter.
De soort is alleen bekend van Sumatra.

## Type
- holotype: "male, 4.VIII.1998. leg. E.W. Diehl"
- instituut: ZSM, München, Duitsland
- typelocatie: "Indonesia, Sumatra Utara, Sungei Kopas Island"[1]